# Amilorid
Amilorid ist ein Arzneistoff aus der Gruppe der kaliumsparenden Diuretika (Entwässerungsmittel). Es wird in Kombination mit einem weiteren diuretisch wirksamen Stoff – in der Regel Hydrochlorothiazid – zur Behandlung eines Kaliummangels infolge von Herzinsuffizienz sowie zur Behandlung von Bluthochdruck eingesetzt. Amilorid kam 1967 als Arzneimittel auf den Markt (Moduretik, MSD Sharp & Dohme).
Chemisch gesehen handelt es sich bei Amilorid um ein Pyrazinderivat. Es enthält weiterhin eine Guanidino-Gruppe. Amilorid ist lichtempfindlich.

## Wirkungsweise
Die Wirkung von Amilorid beruht auf einer direkten Blockierung des epithelialen Natriumkanals (ENaC). Dieser befindet sich unter anderem im distalen Abschnitt des Tubulussystems eines Nephrons der Nieren und sorgt dort für die Wiederaufnahme von Natriumionen aus dem Primärharn. Amilorid führt durch die Hemmung der Natrium-Wiederaufnahme zu einem erhöhten Natrium- und Wasserverlust, ohne jedoch die Kaliumausscheidung zu erhöhen.

## Pharmakologische Eigenschaften
Amilorid wird immer gemeinsam mit einem Thiazid-Diuretikum oder Schleifendiuretikum eingesetzt. Durch die kaliumsparende Wirkung kann es zu einer Erhöhung des Blutkaliumspiegels bis hin zu einer Hyperkaliämie kommen. Das Risiko hierfür ist bei gleichzeitiger Einnahme von ACE-Hemmern oder Aldosteronantagonisten, erhöht. Kontraindikationen sind Hyperkaliämie (erhöhter Blutkaliumspiegel), Schwangerschaft und Anurie (krankhaft verringerte Harnproduktion).
Durch die Hemmung der Natrium-Wiederaufnahme ist Amilorid ein geeignetes Mittel für Patienten mit dem Liddle-Syndrom, die aufgrund ihres genetisch bedingten Natriumüberschusses im Blut unter einem Volumenhochdruck leiden.

### Pharmakokinetik
Nach peroraler Aufnahme tritt die maximale Blutplasmakonzentration nach etwa 4 Stunden ein. 50 % der aufgenommenen Dosis sind bioverfügbar. Die Ausscheidung erfolgt zu 50 % renal und zu 50 % über den Stuhl. Es findet kaum Metabolismus statt; der Großteil wird unverändert eliminiert. Amilorid besitzt eine Halbwertszeit von etwa 18 Stunden.

### Erforschung anderer Eigenschaften
In einem Mausmodell der Mukoviszidose zeigten Zhou und Kollegen, dass in den ersten Lebenstagen inhalativ verabreichtes Amilorid die typischen Symptome der Mukoviszidose sowie die Ausbildung/Entwicklung einer chronischen Lungenerkrankung verhindert. Waren die Symptome allerdings bereits vorhanden, trat keine Besserung durch die Behandlung ein. Ein chronischer Lungenschaden verhindert offensichtlich die Wirkung von Amilorid. Das deutet darauf hin, dass die Veränderungen, die die Erkrankung in der Lunge auslösen, möglicherweise irreversibel sind.

## Weitere Verwendung
Die Eigenschaft des Amilorids den epithelialen Natriumkanal zu blockieren wird auch bei der Erforschung des Geschmackssinns genutzt. ENaC befindet sich in den Geschmackssinneszellen auf der Zunge und im Rachenraum und ist in die Wahrnehmung des Salz-Geschmacks involviert. Amilorid hemmt den Rezeptor für Süßgeschmack durch Bindung an T1R2.

## Handelspräparate
Kombinationspräparate

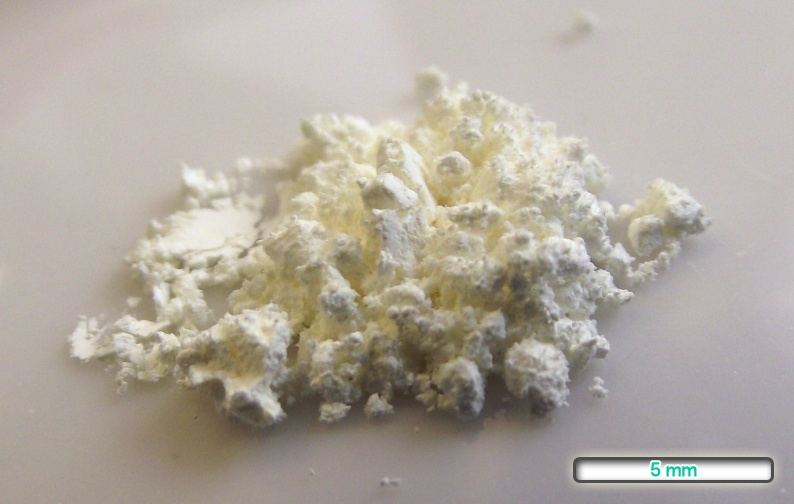
Reines Amiloridhydrochlorid: Ein blassgelbes bis grünlich gelbes kristallines Pulver

Amiloretik (D, A), Comilorid (CH), Diaphal (D), Diursan (D), Ecodurex(CH), Escoretic (CH), Kalten (CH), Loradur (A), Moducrin(D), Moduretic (A, CH), Rhefluin(CH), Tensoflux (D), diverse Generika (D, A, CH)

## Weitere Eigenschaften
Amiloridhydrochlorid fluoresziert im ultravioletten Licht (bei 365 nm Wellenlänge). Das macht man sich bei der Detektion der dünnschichtchromatographischen Identitätsprüfung nach Europäischem Arzneibuch zunutze.
Amiloridhydrochlorid enthält etwa 12 % Kristallwasser; die Kristallwasserabgabe beim Erhitzen hat Einfluss auf den Schmelzpunkt.